# Franck Thilliez
Ne doit pas être confondu avec Frédéric Thiriez.
Franck Thilliez, né le 15 octobre 1973 à Annecy, est un écrivain français, auteur de romans policiers et de thrillers, également scénariste.

## Biographie
Né en 1973 à Annecy du fait d'une affectation professionnelle de son père, Franck Thilliez est originaire de Mazingarbe, petite ville entre Lens et Béthune dans le Pas-de-Calais. Il étudie à l'Institut supérieur de l'électronique et du numérique (ISEN) de Lille afin de devenir ingénieur en nouvelles technologies,. Il se lance dans l'écriture alors qu'il exerce ce métier.
Romancier, il est également scénariste et a coécrit, avec Nicolas Tackian, les dialogues du téléfilm intitulé Alex Hugo, la mort et la belle vie inspiré du roman américain Death and the Good Life de Richard Hugo, relocalisé dans les Hautes-Alpes pour l'adaptation à la télévision.
Chez ce grand passionné de thrillers, on retrouve quelques clins d'œil à leurs auteurs, comme Jean-Christophe Grangé, Stephen King, Joel Schumacher, Maurice Leblanc et bien d'autres.

## Écrivain

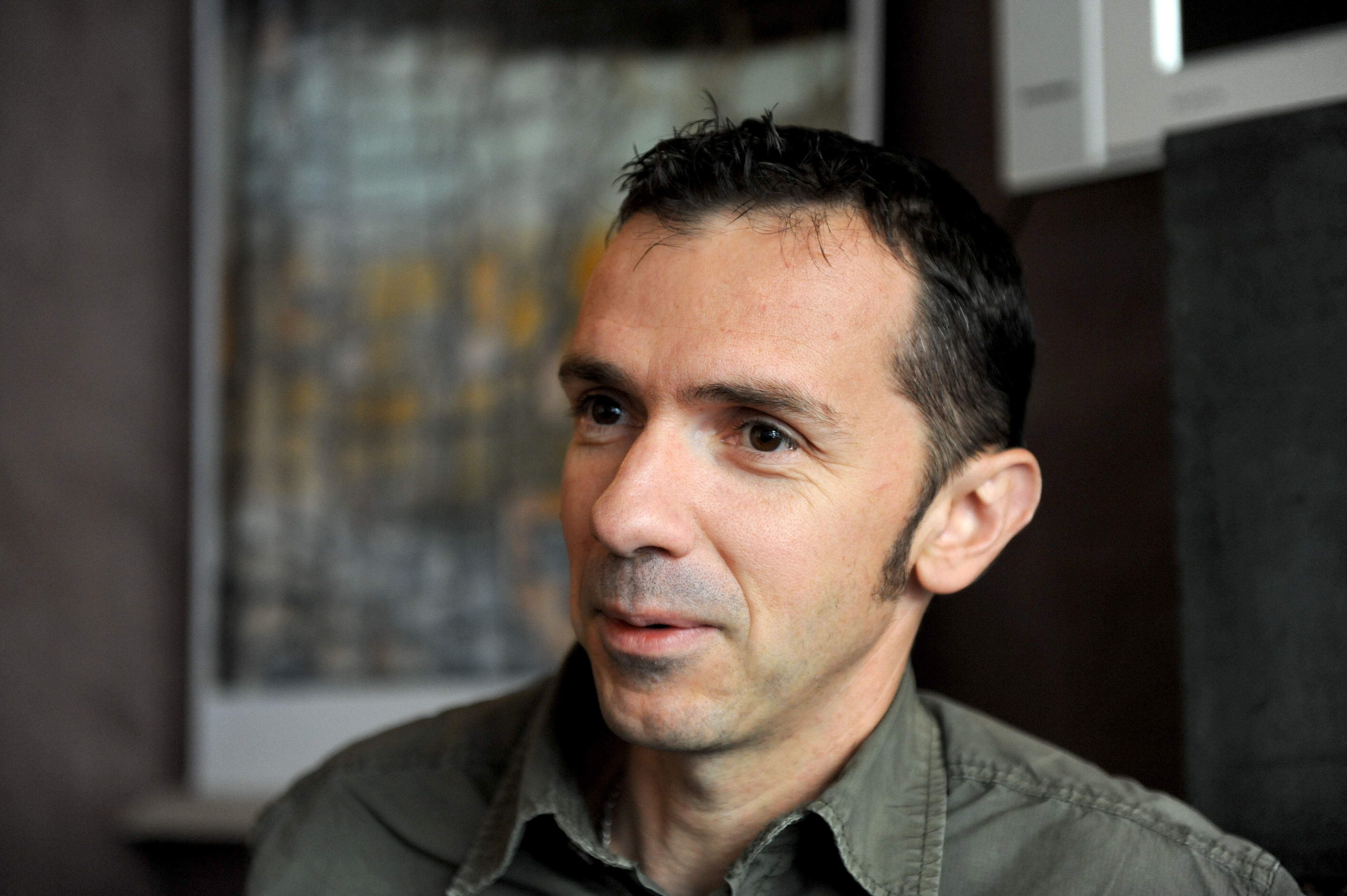
Franck Thilliez, le 11 octobre 2010 à Paris.

Après Conscience animale, puis Train d'enfer pour Ange rouge, son troisième roman La Chambre des morts est nommé au Prix SNCF du polar français 2007 puis adapté au cinéma la même année. Le succès rencontré depuis La Chambre des morts, sorti en 2005, lui permet de cesser son travail d'informaticien à Sollac Dunkerque pour se consacrer exclusivement à l'écriture.
Il est classé en quatrième position dans la liste des auteurs de romans francophones ayant vendu le plus de livres en 2020 en France (741 835 ouvrages) selon l'institut d'études de marché GfK.
En 2022, il a vingt-et-un romans à son actif, hors Conscience animale resté confidentiel, ainsi qu'une vingtaine de nouvelles.

### Personnages principaux
Les personnages récurrents sont le commissaire Franck Sharko apparu seul dans Train d'enfer pour Ange rouge puis Deuils de miel et 1991, et l'inspectrice  Lucie Henebelle découverte dans La Chambre des morts et La Mémoire fantôme. Ces deux policiers se rencontrent dans Le Syndrome E, et travailleront ensuite ensemble dans Gataca, Atomka, Angor, Pandemia, Sharko, Luca.
En 2017, pour la sortie du roman Sharko, l'éditeur met gratuitement à disposition sur internet un fascicule Sharko Henebelle, couple de flics, qui retrace des anecdotes de leurs vies respectives.
En 2021, dans le roman 1991 Thilliez raconte comment son personnage Franck Sharko débute au 36, quai des Orfèvres, et effectue sa première enquête à tout juste trente ans.

### Romans

#### Série Sharko et Henebelle
- 2004 : Train d'enfer pour Ange rouge, éditions La Vie du Rail « Rail Noir » / Pocket, 428 p.
- 2005 : La Chambre des morts, éditions Le Passage / Pocket, 320 p.
  - Prix des lecteurs Quais du polar 2006
  - Prix SNCF du polar français 2007
  - Adaptation cinématographique par Alfred Lot en 2007
- 2006 : Deuils de miel, éditions La Vie du Rail « Rail Noir » / Pocket, 330 p.
- 2007 : La Mémoire fantôme, éditions Le Passage / Pocket, 441 p.
- 2010 : Le Syndrome E, éditions Fleuve noir / Pocket, 432 p.
  - Adaptation en bande dessinée chez Phileas en oct. 2020[12]
  - Adaptation en série TV en mars 2022[1]
- 2011 : Gataca, éditions Fleuve noir / Pocket, 512 p.
  - Adaptation en bande dessinée chez Phileas en sept. 2021[13]
- 2012 : Atomka, éditions Fleuve noir / Pocket, 608 p.
  - Adaptation en bande dessinée chez Phileas en sept. 2022[14]
- 2014 : Angor, Fleuve éditions / Pocket, 640 p.
- 2015 : Pandemia, Fleuve éditions / Pocket, 696 p.
- 2017 : Sharko, Fleuve éditions / Pocket, 624 p.
- 2019 : Luca, Fleuve éditions / Pocket 2020, 608 p. (ISBN 978-2266306911)
- 2021 : 1991, Fleuve éditions / Pocket, 535 p. (ISBN 978-2265-14428-6)[11]
- 2023 : La Faille, Fleuve éditions, 504 p. (ISBN 978-2265155565)[15]
- 2025 : À retardement, Fleuve éditions, 453 p.  (ISBN 978-2-265-15782-8)

#### Série Caleb Traskman
- 2018 : Le Manuscrit inachevé, éditions Fleuve noir / Pocket, 624 p.
- 2020 : Il était deux fois, Fleuve éditions / Pocket, coll. « Fleuve noir », 528 p. (ISBN 978-2265-14427-9)
- 2022 : Labyrinthes, Fleuve éditions, coll. « Fleuve noir », 384 p. (ISBN 978-2265-15555-8)[16]

#### Autres romans
- 2002 : Conscience animale, CY éditions (épuisé), 310 p. (ISBN 978-2-84728-017-3 et 2-84728-017-0)
- 2006 : La Forêt des ombres, éditions Le Passage / Pocket, 384 p.
- 2008 : L'Anneau de Moebius, éditions Le Passage / Pocket, 608 p.
- 2009 : Fractures, éditions Le Passage / Pocket, 448 p.
- 2011 : Vertige, éditions Fleuve noir / Pocket, 352 p.
- 2013 : Puzzle, éditions Fleuve noir / Pocket, 480 p.
  - Adaptation en bande dessinée chez Ankama par Mig[17] en 2016
  - Adaptation en film sous le titre Play or Die par Jacques Klueger en 2019[18]
- 2016 : Rêver, éditions Fleuve noir / Pocket, 656 p.
- 2024 : Norferville, Fleuve éditions, 456 p. (ISBN 978-2265-15779-8)[19]

### Nouvelles
- Neige in Le Pire des Noëls, éditions Le livre de poche (2024)

### Autres ouvrages
- 2007 : Le Fantôme (nouvelle, Libération du 23 novembre 2007)
- 2009 : Ouroboros (titre 6 du recueil L'Empreinte sanglante, éd. Fleuve noir  (ISBN 9791023403268))[20],[21]
- 2011 : L'Exquise Nouvelle (saison 1, éditions La Madolière)
- 2012 : Le Grand Voyage (nouvelle, Les petits polars du Monde t.8, 12 septembre 2012) (réédition 2015 avant Pandemia, chez 12-21 éditions, [EPUB])
- 2012 : « La mort et les morts dans le roman policier » (article, Études sur la mort, éd. L'Esprit du temps, en [PDF])[22]
- 2013 : Les Sept Petits Nègres (L'Exquise Nouvelle saison 2, In Octavo éditions)
- 2013 : L'Encre et le Sang (12-21 éditions, en Pocket & [EPUB])
- 2013 : Hostiles (nouvelle, Les petits polars du Monde saison 2)[5]
- 2013 : Tour de France - Un dernier tour (12-21 éditions, en [EPUB])
- 2013 : Question de centimètres (nouvelle, TGV Magazine #156, juillet-août 2013)
- 2014 : Le Clandestin (nouvelle, Brèves de noir), Paris, éd. Points, mars 2014  (ISBN 978-2-7578-3830-3)
- 2014 : Mon vrai visage (nouvelle dans recueil collectif, Irradié, Paris, éd. L'atelier Mosésu, 1er mai 2014, 173 p. (ISBN 979-10-92100-32-7)[23])
- 2014 : Gabrielle (nouvelle, collectif 13 à table ! 2015, Pocket)
- 2014 : Vol pour Kidney (nouvelle, Ska éditions numériques, 24 août 2014 en [EPUB]  (ISBN 9791023403268))
- 2016 : Je préférerais tuer avant la fin du film (nouvelle, revue Sang froid n° 1), Paris, éd. Nouveau Monde, mars 2016 (ISBN 978-2-36942-391-1 et 2-36942-391-9)Nouvelle rééditée en 2018 dans l'anthologie Crimes de sang-froid par Nouveau Monde Éditions.
- 2016 : Double je, en quête de corps (nouvelle, Fleuve éditions), inspiration pour l'exposition "Double Je" du Palais de Tokyo
- 2017 : Luna Park (nouvelle, Ska éditions numériques, 1er mai 2017 en [EPUB]
- 2017 : Lasthénie (nouvelle, collectif 13 à table !, Pocket)
- 2018 : Charybde et Scylla (nouvelle, 12-21 éditions), 7 juin 2018 en [EPUB]
- 2019 : Origines (nouvelle, 12-21 éditions), 2 mai 2019 en [EPUB]
- 2019 : La Rencontre (nouvelle, Le Parisien Weekend), 9 aout 2019[24]
- 2020 : Au-delà de l'horizon et autres nouvelles, Paris, éd. Pocket, 2 janvier 2020, 416 p.

reprend les nouvelles : Hostiles, Charybde et Scylla, Gabrielle, Sopor, Double je, Ouroboros, Lasthénie, La croisée des chemins, Un dernier tour, Origines, Le grand voyage
- 2020 : Un train d'avance (nouvelle, recueil 13 à table ! (2021)), éd. Pocket, novembre 2020[25]
- 2021 : 8118 endroit-envers (nouvelle, recueil Toucher le Noir), Paris/53-Mayenne, éd. Belfond, juin 2021, 331 p. (ISBN 978-2714494337)[26]
- 2022 : Le Plaisir de la peur, Paris, éd. Le Robert, coll. « Secrets d'écriture », mai 2022, 167 p. (ISBN 978-2-321-01727-1)
- 2022 : Vague à lame (nouvelle, recueil Témoins oculaires), éd. Alibi, novembre 2022 (ISBN 978-24915-0656-8)[27]
- 2024 : Le cahier d'enquête de Franck Thilliez (404 éditions) intègre 4 nouvelles : A rendre fou, L'écrivain, Dynamics, Le défi

### Collectifs
- L’Enfance, c’est… / par 120 auteurs ; textes illustrés par Jack Koch ; préf. Aurélie Valognes. Paris : Le Livre de poche, novembre 2020.  (ISBN 978-2-253-08202-6)
- Lettre à ce prof qui a changé ma vie : enseigner la liberté : 40 personnalités s'engagent. Paris : Robert Laffont - Pocket n° 18336, 11/2020, p. 140-142.  (ISBN 978-2-266-31767-2)
- Le Livre, c'est... / par 120 auteurs ; textes illustrés  par Jack Koch ; préf. Franck Thilliez. Fleuve éditions, mars 2024.  (ISBN 978-2265158009)

## Scénariste

### de télévision
- 2010 : Obsessions, téléfilm de Frédéric Tellier (1re diffusion le 10 février 2010 sur France 2)
- 2011 : Insoupçonnable, téléfilm de Benoît d'Aubert, coécrit avec Mikaël Ollivier (1re diffusion le 02 décembre 2011 sur France 2)
- 2014 : Ligne de mire, téléfilm de Nicolas Herdt, coécrit avec Mikaël Ollivier (1re diffusion le 11 juin 2014 sur France 2)
- 2013 : Alex Hugo (série) épisode initial La mort et la belle vie de Pierre Isoard, coécrit avec Nicolas Tackian (1re diffusion le 19 mars 2014 sur France 2)
- 2015 : La Promesse du feu, mini-série de Christian Faure, coécrite avec Mikaël Ollivier (1re diffusion les 15 et 22 mai 2017 sur France 2)
- 2022 : Vortex, mini-série de Slimane-Baptiste Berhoun, coécrite avec Camille Couasse et Sarah Farkas (1re diffusion les 25 décembre 2022, 1 janvier 2023 et 8 janvier 2023 sur la RTS)

### de bande dessinée
- 2017 : La brigade des cauchemars, BD de Franck Thilliez (scénario) et Yomgui Dumont (dessins), Sarah : dossier n°1, t. 1, Paris, Éditions Jungle, 11 octobre 2017, 56 p. (ISBN 978-2-8222-2160-3)[28].
- 2018 : La brigade des cauchemars, BD de Franck Thilliez (scénario) et Yomgui Dumont (dessins), Nicolas, t. 2, Paris, Éditions Jungle, 26 septembre 2018, 56 p. (ISBN 978-2-8222-2265-5).
- 2019 : La brigade des cauchemars, BD de Franck Thilliez (scénario) et Yomgui Dumont (dessins), Esteban : dossier n°3, t. 3, Paris, Éditions Jungle, 18 septembre 2019, 64 p. (ISBN 978-2-8222-2834-3).
- 2020 : La brigade des cauchemars, BD de Franck Thilliez (scénario) et Yomgui Dumont (dessins), Mélissandre, t. 4, Paris, Éditions Jungle, 17 septembre 2020, 64 p. (ISBN 978-2-8222-3058-2).
- 2021 : La brigade des cauchemars, BD de Franck Thilliez (scénario) et Yomgui Dumont (dessins), Léonard, t. 5, Paris, Éditions Jungle, 16 septembre 2021, 64 p. (ISBN 978-2-8222-3265-4)[29].
- 2022 : La brigade des cauchemars, BD de Franck Thilliez (scénario) et Yomgui Dumont (dessins), Ariane, t. 6, Paris, Éditions Jungle, 15 septembre 2022, 64 p. (ISBN 978-2-8222-3966-0, lire en ligne)

## Distinctions et réactions

### Prix
- 2006 : Prix des lecteurs Quais du polar pour La Chambre des morts qui fut adaptée au cinéma en 2007 par Alfred Lot[30].
- 2007 : Prix SNCF du polar français pour La Chambre des morts[31].
- 2008 : Prix Sang d'Encre des lycéens pour La Mémoire fantôme[32].
- 2011 : Prix Mireille-Lantéri pour le téléfilm Obsessions, remis par la SACD à un auteur dont le premier scénario fut adapté à la télévision[33].
- 2014 : Prix Étoile du polar du journal Le Parisien pour Angor[34],[35].

### Critiques
En mai 2018, le magazine Télérama s'insurge contre le fait que « les Français disent vouloir lire en vacances, mais, hélas, que les auteurs de best-sellers [...] tels ceux de Thilliez ». Thilliez répondra sur Twitter « Je remercie du fond du cœur cette journaliste qui démontre que le combat pour la défense de la littérature dite populaire est bel et bien toujours d'actualité. » Le quotidien Le Temps rebondira avec un article « Il faut sauver les personnages de Franck Thilliez » traitant de la violence de l'auteur envers ses personnages.
En mars 2020, au vu de l'impact de la pandémie de Covid-19, le magazine Le Point fait le parallèle avec le réalisme scientifique du roman Pandémia et de la nouvelle Le Grand Voyage sur la propagation d'une pandémie et ses conséquences humaines et sociales.